# Franz-Ferdinand-Eiche

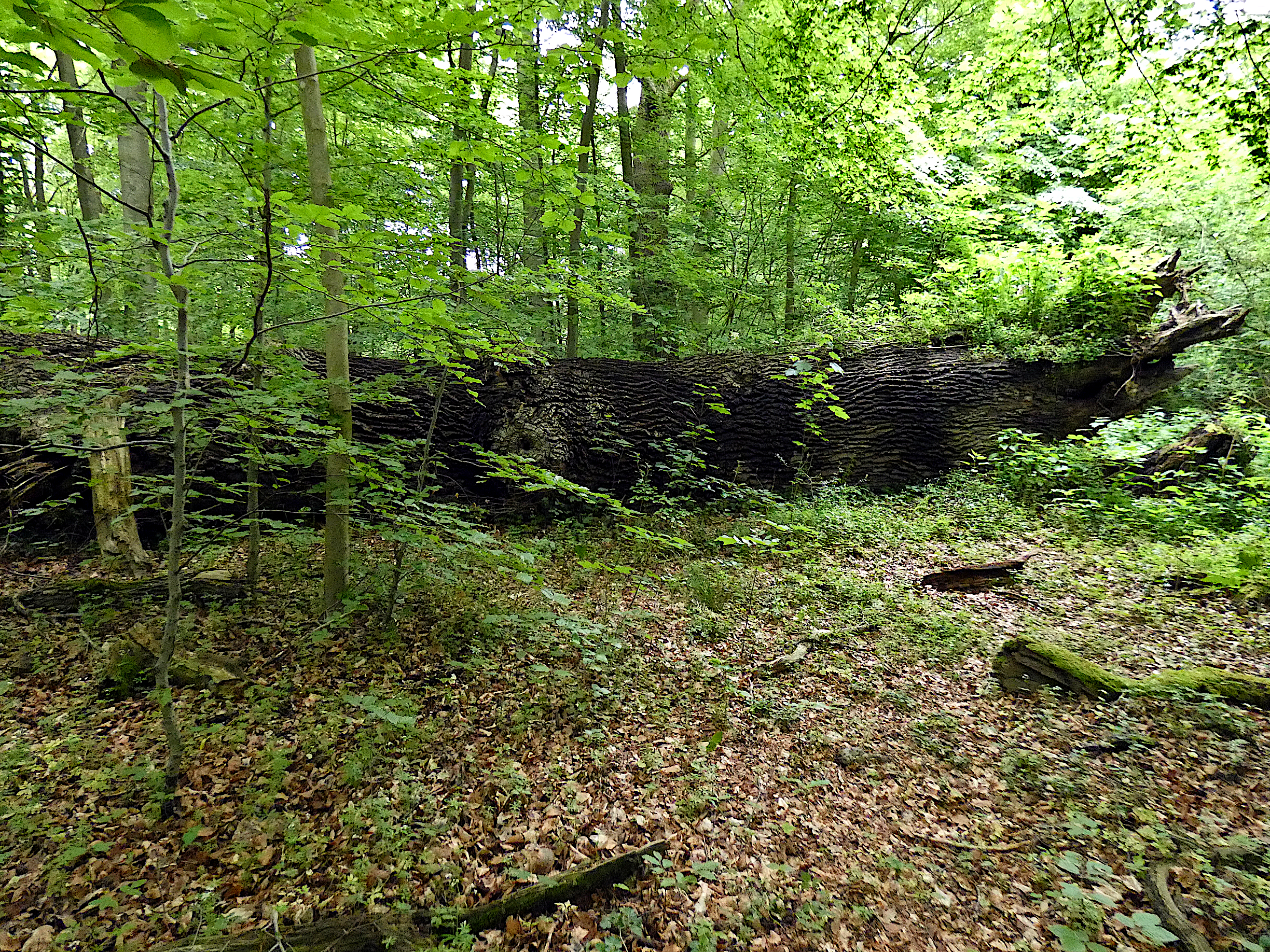
Der im Unterholz liegende Stamm

Die Franz-Ferdinand-Eiche war eine starke Eiche im Hallerbruch in der Region Hannover in Niedersachsen.
Der Hallerbruch liegt zwischen dem Jagdschloss Springe und dem Wisentgehege Springe im Saupark Springe. Das Waldstück diente lange Zeit als königlich hannoversches und später kaiserliches Jagdrevier.
Im November 1912 fand im Saupark die letzte preußische Kaiserjagd vor dem Ersten Weltkrieg statt.
Der österreichische Thronfolger Franz Ferdinand erlegte dabei am 23. November bei der eingestellten Jagd einen Altaihirsch, sechs Damhirsche und 39 Sauen.
Der Stand war an einer 200 Jahre alten starken Eiche.
Franz Ferdinand zu Ehren wurde an dem Baum eine hölzerne Erinnerungstafel angebracht.

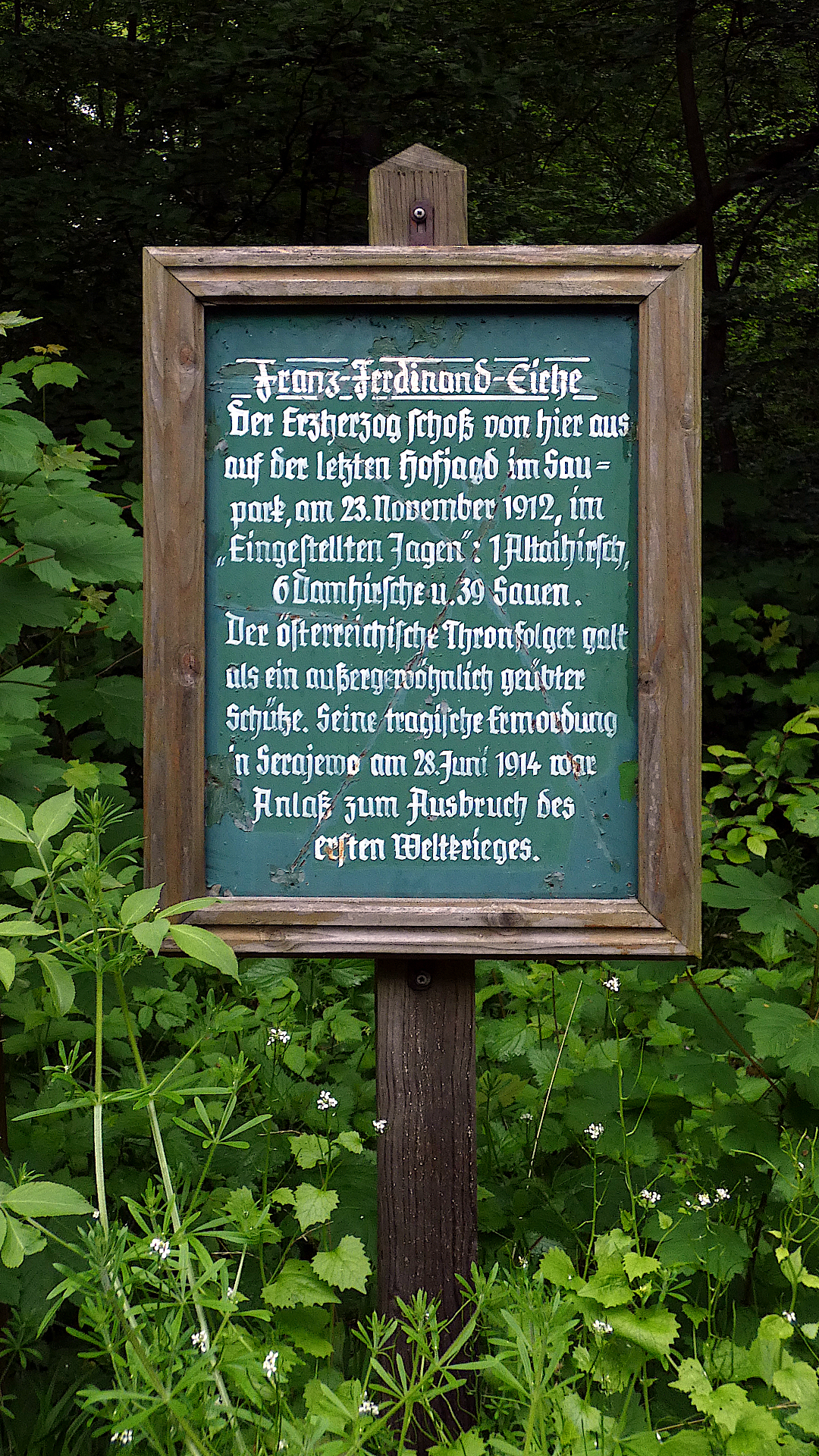
Texttafel am Wegesrand

Der Baum, je nach Quelle eine Stiel-Eiche oder Trauben-Eiche, wurde 2020 auf ein Alter von etwa 350 Jahre oder bis zu 515 Jahre geschätzt.
Der Stamm hatte einen Durchmesser von etwa 1,90 m. Der gemessene Umfang betrug 6,40 m. Die Höhe des Baums wurde auf 32 m oder 35 m geschätzt.
Die Franz-Ferdinand-Eiche wurde am 13. Februar 2022 noch stehend fotografiert. Am 17. Februar stürzten beim Orkantief „Ylenia“ zahlreiche Bäume im Bereich des Wisentgeheges um.
Die Erinnerungstafel war spätestens im Juni 2022 an einen Holzpfosten am Rand des nächsten Waldwegs angebracht. Im Unterholz liegt ein gestürzter Baumstamm mit etwa 6 m Umfang.